# 南河岭站
南河岭站是位于湖南省永州市祁阳县文明镇的一个铁路车站，邮政编码421782。车站建于1957年，有湘桂铁路经过该站，现仅办理货运，不办理客运业务，车站及其上下行区间均未电气化。车站距离衡阳站91公里，隶属广铁集团，是四等站。